# كاستيلو لوكيبا
كاستيلو لوكيبا (مواليد 17 ديسمبر 2002) هو لاعب كرة قدم فرنسي يلعب كمدافع في نادي أولمبيك ليون.

## وصلات خارجية
- كاستيلو لوكيبا على موقع الاتحاد الأوربي (الإنجليزية)
- كاستيلو لوكيبا على موقع إي إس بي إن إف سي (الإنجليزية)
- كاستيلو لوكيبا على موقع قاعدة بيانات كرة القدم.إي يو (الإنجليزية)
- كاستيلو لوكيبا على موقع ليكيب (الفرنسية)
- كاستيلو لوكيبا على موقع ناشيونال فوتبول تيمز (الإنجليزية)
- كاستيلو لوكيبا على موقع Soccerway.com (الإنجليزية)
- كاستيلو لوكيبا على موقع عالم كرة القدم.نت (الإنجليزية)
- كاستيلو لوكيبا على موقع اللجنة الأولمبية الدولية (الإنجليزية)
- كاستيلو لوكيبا على موقع AS.com (الإسبانية)